# Pandora

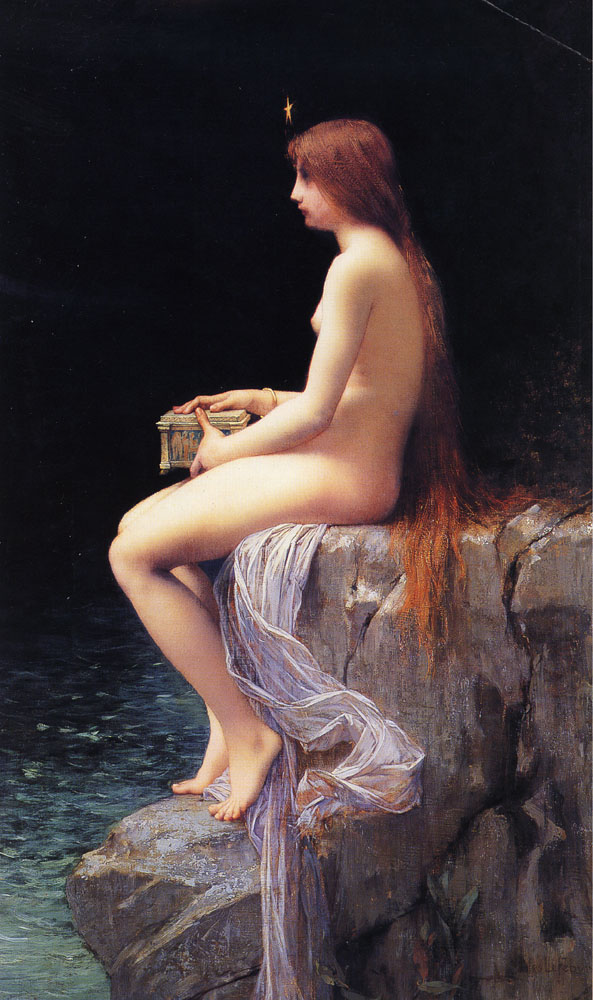
Pandora
(tablou de Jules Joseph Lefebvre, 1882)

Pandora (în limba greacă Πανδώρα) a fost în mitologia greacă prima femeie de pe pământ. Ea a fost creată de zeii care, geloși pe Zeus care crease bărbații, au hotarât să creeze o femeie perfectă. Hefaistos, zeul meșteșugăritului, folosind apă și pământ, i-a dat corp și chip. Ceilalți zei au înzestrat-o cu multe talente: Afrodita i-a dat frumusețea, Atena înțelepciunea, Apollo talentul muzical, Hermes puterea de convingere. De aici și numele său, Pandora însemnând în limba greacă cu toate darurile.
După ce Prometeu l-a imitat pe Zeus creînd el însuși oameni perfecți din lut, oameni cărora le-a dat viață cu razele soarelui și cărora le-a oferit focul furat de pe Olimp, Zeus s-a simțit jignit de îndrăzneala acestuia și a decis să se răzbune. El l-a pus pe Hefaistos să creeze o cutie în care zeii au depus toate relele: cruzimea (Ares), aroganța (Poseidon), suferința/durerea (Hefaistos), vanitatea (Hermes), lăcomia și gelozia Herei, pofta trupească (Afrodita), ura (Artemis), lăcomia (Atena], bolile (Apollo), lenea (Dionis), tristețea (Demetra), teama, înșelăciunea și subjugarea muritorilor de către zei (Zeus) și, nu în cele din urmă, suferința și moartea (Hades). Doar Hestia (sau poate mai probabil Atena, zeița înțelepciunii) s-a deosebit de ceilalți zei depunând în această cutie Speranța.
Într-un fals acces de bunătate, Zeus i-a oferit-o lui Prometeu pe Pandora drept soție și cutia (Cutia Pandorei) drept cadou. Simțind că la mijloc este un șiretlic, Prometeu a refuzat cadourile. Zeus s-a îndreptat apoi către Epimeteu, fratele lui Prometeu, care, subjugat de frumusețea Pandorei, a acceptat-o de soție. Împinsă de firea sa curioasă, Pandora a deschis cutia și astfel toate relele din interior au scăpat și s-au împrăștiat pe pământ. Înfricoșată, s-a grăbit să închidă capacul, neobservând că singurul lucru care rămăsese pe fundul cutiei era Speranța.